# Nová Sekce

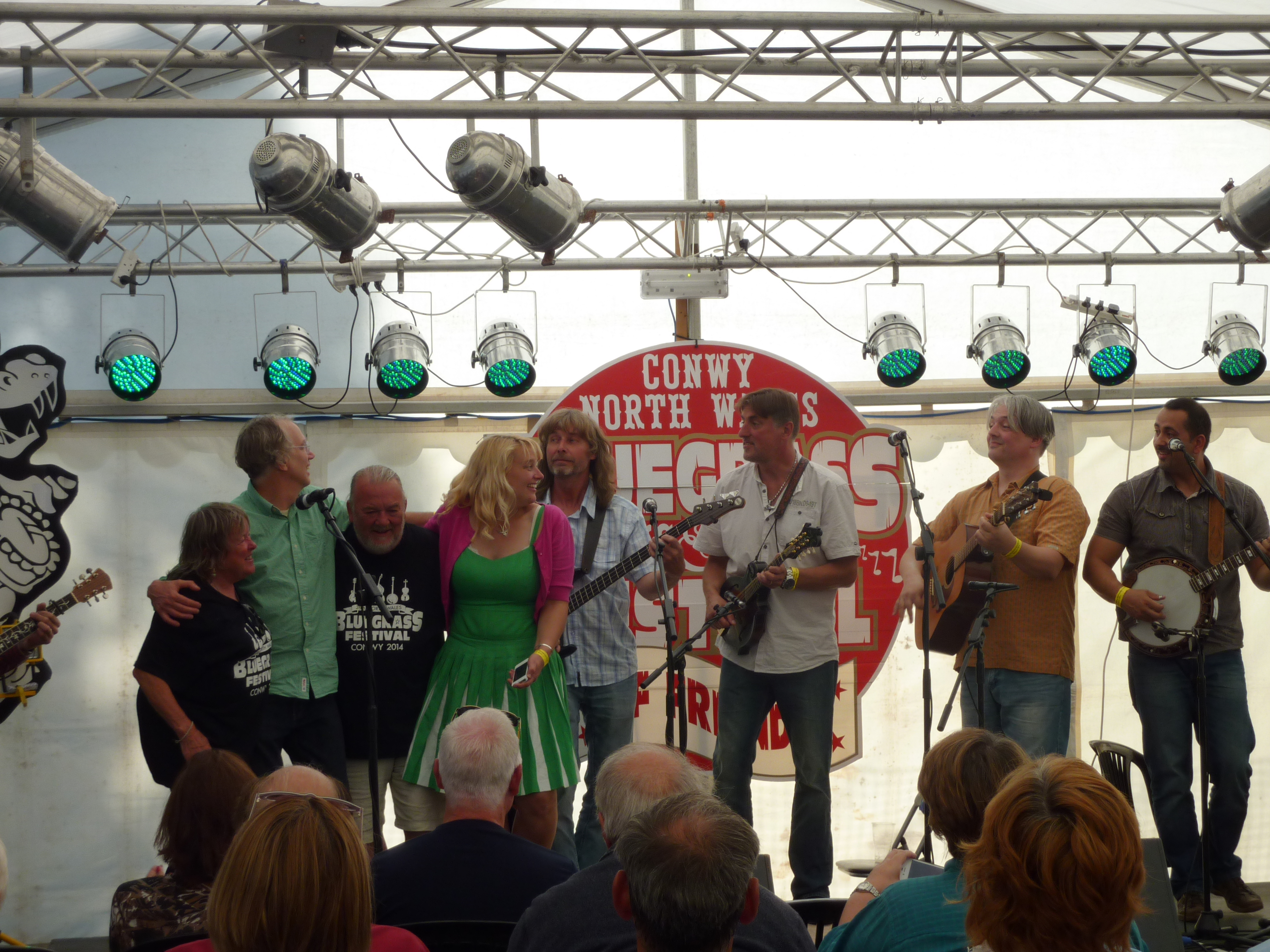
Nová Sekce na festivalu v Conwy

Nová Sekce (The New Section) je česká bluegrassová skupina z Prahy, která vznikla v roce 1988. Od počátku byla hlavním těžištěm kapely vlastní tvorba, která byla zprvu ovlivněna undergroundem, jazzem, rockem, reggae a také skupinou New Grass Revival. Po personálních změnách v polovině 90. let se skupina více přiblížila k tradičnímu pojetí bluegrassu, který hraje osobitým moderním způsobem a v repertoáru kombinuje autorskou tvorbu zpívanou v češtině s převzatými skladbami.

## Členové
- Tomáš Tichý – mandolína, zpěv (ex Blanket)
- Marek Dráb – kytara, zpěv (Greenhorns, ex Kamelot)
- Pavel Zícha – banjo, zpěv (Modrotisk)
- Ivan Preisler – baskytara, zpěv (ex Karamel, ex Newyjou)

## Diskografie
- The Very Best Of, 2002, Good Day Records
- Vím..., 2009

## Úspěchy
- 1993 Vítězství na finále festivalu Porta
- 1998 2. místo na SPBGMA European Bluegrass Band Championship ve Vídni